# 11746 Thomjansen
11746 Thomjansen eller 1999 NG4 är en asteroid i huvudbältet som upptäcktes den 13 juli 1999 av LINEAR i Socorro County, New Mexico. Den är uppkallad efter Thomas Scott Jansen.